# Stark Future
Stark Future és una empresa tecnològica que fabrica motocicletes elèctriques. La companyia és coneguda per la seva primera motocicleta elèctrica de producció: la bicicleta elèctrica de motocròs Stark VARG.

## Història
Stark Future va ser fundada el 2019 per Anton Wass (CEO) i Paul Soucy (CTO). L'empresa té arrels sueques i està ubicada a Viladecans, Catalunya. L'equip de la companyia té l'excampió del món de motocròs Seb Tortelli com a cap de proves.

### Nom
Stark en suec significa "fort", i amb aquest nom representa el propòsit de l'empresa. Stark Future s'esforça per reduir les emissions i la contaminació dissenyant i construint noves tecnologies per ajudar a salvar el medi ambient.

### Producte
El 14 de desembre de 2021, la companyia va llançar la seva primera motocicleta elèctrica: la Stark VARG (en suec "llop fort").
La motocicleta ofereix 80 cavalls de potència i amb un motor gairebé silenciós, un tauler semblant a un telèfon intel·ligent i una aplicació de configuració de la motocicleta. En el desenvolupament del vehicle es van utilitzar vuit patents de Stark Future.
Les vendes anticipades de la bicicleta de motocròs elèctrica Stark VARG van assolir els 9 milions d'euros en les primeres 24 hores després de l'anunci de la bicicleta. El primer mes, Stark Future va guanyar 50 milions d'euros. L'empresa va vendre més de 5.000 motos en menys de dos mesos després del seu llançament.